# Park Narodowy Dżigme Senge Wangczʽuk
Park Narodowy Dżigme Senge Wangczʽuk (dzong. trb. Dżigme Senge Wangczʽuk Gjel Lingkʽa, ang. Jigme Singye Wangchuck National Park, daw. Black Mountains National Park) – park narodowy w środkowym Bhutanie.

## Geografia
Park położony jest w środkowej części Bhutanu. Różne źródła podają powierzchnię 1723, 1730, 1300 lub 1400 km², przez co jest to drugi lub trzeci co do wielkości park narodowy w państwie. Administracyjnie leży na terenie dystryktów: Żemgang, Trongsa, Wangdü Pʽodrang, Cirang i Sarpang oraz następujących gewogów: Trong, Korphu, Langthel, Tangsibji, Athang, Patale, Doban i Jigmecholing.
Obszar parku położony jest na wysokościach od 200 do blisko 5000 m n.p.m. Najwyższym szczytem jest Jou Dorshingla (Black Mountain) o wysokości 4935 m n.p.m., przykryty stałym lodowcem. Przez teren parku przepływają rzeki Chamkhar-czʽu, Punacang-czʽu, Manas, Mangde-czʽu i Hara. Od południa park ten jest połączony leśnym korytarzem ekologicznym z Parkiem Narodowym Gjepo Manas.

## Historia
Obszar ten otrzymał status parku narodowego w 1995. Nadano mu wówczas nazwę Black Mountains National Park. Nazwa została później zmieniona na upamiętniającą czwartego króla Bhutanu – Jigme Singye Wangchucka.

## Flora
Na terenie parku występuje różnorodna roślinność: lasy subtropikalne, liściaste i iglaste lasy strefy umiarkowanej, roślinność subalpejska, alpejskie pastwiska i jeziora. W sumie stwierdzono tu występowanie ponad 5 tysięcy gatunków roślin naczyniowych, w tym 45 gatunków drzew. Spotkać tu można: Pinus roxburghii, sosny himalajskie, kilka gatunków dębów, brzozy, klony, olchy, kilka gatunków różaneczników, choiny, świerki, modrzewie, jodły, jałowce, cyprysy oraz 6 gatunków paproci.

## Fauna
Do 2002 stwierdzono w parku występowanie 22 gatunków ssaków, jednak ich ogólną liczbę szacuje się na ponad 50. Należą do nich: niedźwiedź himalajski, pandka ruda, sambar jednobarwny, lampart plamisty, cyjon rudy, serau himalajski, gaur, słoń indyjski, goral, langur złocisty, dzik i tygrys (dokładniej tygrys bengalski). Tutejsza populacja tego ostatniego stanowi 20% populacji krajowej.
Awifauna parku liczy 391 gatunków. Należą do niej dzioborożec rudy, tragopan czerwony i żuraw czarnoszyi. Ten ostatni zimuje corocznie w dolinie Phobjikha w liczbie około 260 osobników. Od 2004 BirdLife International uznaje park narodowy za ostoję ptaków IBA. Za gatunki, które zaważyły na tej decyzji, uznaje 4, wszystkie o statusie narażonych na wyginięcie; są to: bekas himalajski (Gallinago nemoricola), dzioborożec rudy (Aceros nipalensis), prinia siwogłowa (Prinia cinereocapilla) oraz kowalik wspaniały (Sitta formosa).

## Ludność
Według publikacji z 1999 w parku prawie brak stałej ludności. Wspomina ona jedynie o kilku niedużych gospodarstwach w dolnym biegu rzeki Hara, wzdłuż rzeki Mangde oraz wzdłuż południowej granicy parku. Większe osiedla w rejonie Nubi zostały wyłączone z parku jako enklawy. Broszura ministerstwa informuje z kolei o 4-5 tysiącach osób osiedlonych wewnątrz jego granic. Zwraca uwagę zwłaszcza na zagrożoną wyginięciem kulturę niewielkiej grupy etnicznej Oyleps, którą uważa się za autochtoniczny lud Bhutanu, oraz na grupę ludności Monpa, której kultura jest narażona na wyginięcie. Ci drudzy zamieszkują w gewogu Langthel, osadzie Berti w gewogu Trong oraz osadzie Reti w gewogu Jigmechhoeling. Natomiast strona Bhutan Trust Fund for Environmental Conservation donosi o 6 tysiącach osób zamieszkujących park.

## Zagrożenia
Wśród zagrożeń dla parku wymienia się: fragmentację siedlisk, konflikty między ludźmi i dzikimi jego mieszkańcami, niezrównoważoną gospodarkę leśną, budowę infrastruktury (drogi dojazdowe do farm, elektrownie wodne, linie przesyłowe) oraz kłusownictwo. Negatywny wpływ na tutejsze zasoby wodne, a tym samym ekosystemy, bioróżnorodność i ludność, mogą mieć również zmiany klimatyczne.